# Lake Merritt Plaza

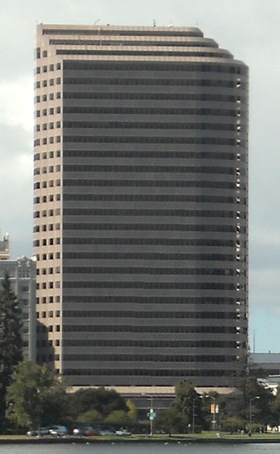
Lake Merritt Plaza

Lake Merritt Plaza is een wolkenkrabber in het stadscentrum (downtown) van Oakland, in de Amerikaanse staat Californië. Het ligt nabij Lake Merritt, aan 1999 Harrison Street. Met een hoogte van 113 meter is Lake Merritt Plaza het op twee na hoogste gebouw van Oakland. Hoger zijn het Ordway Building (123 m) en het Kaiser Center (119 m); de drie gebouwen staan naast elkaar.
Het gebouw werd ontworpen door architect Bill Valentine en ontwikkeld door Transpacific Development Co. Het werd in 1985 opgeleverd. In 2006 verkocht de ontwikkelaar het voor 160 miljoen dollar aan Beacon Capital Partners. Het is in gebruik als kantoorgebouw.